# هانا لويد
هانا لويد (بالإنجليزية: Hannah Lloyd)‏ (25 أغسطس 1979 في المملكة المتحدة - ) هي لاعبة كريكت بريطانية. شاركت مع منتخب إنجلترا للكريكت.

## وصلات خارجية
- هانا لويد على موقع إي آس بي آن كريك إنفو (الإنجليزية)